# نیروگاه گازی ارومیه
نیروگاه گازی ارومیه  (واقع در شهر ارومیه، بهره‌برداری مهر ۱۳۶۰)، یکی از نیروگاه‌های ایران از نوع گازی با ظرفیت تولید ۶۰ مگاوات است که شامل ۲ واحد گازی ۳۰ مگاواتی مدل GT9، ساخت شرکت ABB در زمینی به مساحت ۲٫۸ هکتار است. نیروگاه ساخت شرکت براون باوری است.
قدرت عملی نیروگاه در زمستان ۴۴ مگاوات و در تابستان ۳۸ مگاوات است.
سوخت واحدها گاز طبیعی و سوخت پشتیبان گازوئیل است که گازوئیل در ۲ مخزن، مجموعاً به ظرفیت ۶ میلیون لیتر ذخیره‌سازی می‌شود.
پروژه ساخت این نیروگاه در سال ۱۳۵۷ شروع شد و واحد شماره ۱ و ۲، به ترتیب در مهر و بهمن سال ۱۳۶۰ به بهره‌برداری رسیدند.

## مصرف سوخت و راندمان در سال ۱۳۹۱
طبق آمار سال ۱۳۹۱، مصرف گازوئیل نیروگاه گازی ارومیه [در سال ۱۳۹۱] ۷۱۸۸ هزار لیتر و مصرف گاز ۴۵۰۷۹ هزار مترمکعب، راندمان ۲۱٫۸ درصد و کارکرد نیروگاه در سال ۳۱۰۲ ساعت که کارکرد نیروگاه در سال طبق درصد ۳۵٫۳ درصد بوده‌است.